# Museo dell'automobile di Monaco
Il museo dell'automobile di Monaco, altrimenti noto come Collezione di automobili di S.A.S. il Principe di Monaco o Monaco Top Cars Collection, è un museo automobilistico del Principato di Monaco, sito a pochi metri dal Circuito di Monte Carlo.
Aperto dal 1993, espone la collezione del principe Ranieri III, cominciata negli anni '50 e divenuta troppo grande per il Palazzo dei Principi: ha al suo interno vetture che hanno segnato la storia del Gran Premio di Monaco e del Rally di Monte Carlo come la Ferrari 640, la Citroën DS3 Rally, la Lotus E21, la Mercedes F1 W04, la McLaren MP4-22, la Renault R28, la Porsche 911 Carrera RSR, il Mitsubishi Pajero, la McLaren MP4-19, la Ferrari Testarossa, l'Alfa Romeo 1600 Giulia Spider, la Rolls Royce Twenty e la McLaren MP4-22.
Contiene anche alcuni caschi, tra cui quello di Ayrton Senna, Daniel Ricciardo, Charles Leclerc e Nico Rosberg, donati dai piloti al Principe.